# Ruisseau de France
Le Ruisseau de France constitue la section amont de la rivière Sambre, elle-même affluent de la Meuse. La longueur de cette section est de 16,6 km. Elle prend sa source à 212 m d'altitude dans le bois de la Haye d'Equiverlesse ; à partir de Barzy, elle forme la Sambre. On l'appelle parfois Jeune-Sambre par opposition à l'Ancienne Sambre, capturée par l'Oise. 
Son nom proviendrait du fait qu'avant l'annexion de l'actuel département du Nord par la France, elle constituait la frontière de la France avec l' "Empire", les Pays-Bas autrichiens puis espagnols. 